# Rem als Jocs Olímpics d'estiu de 1900

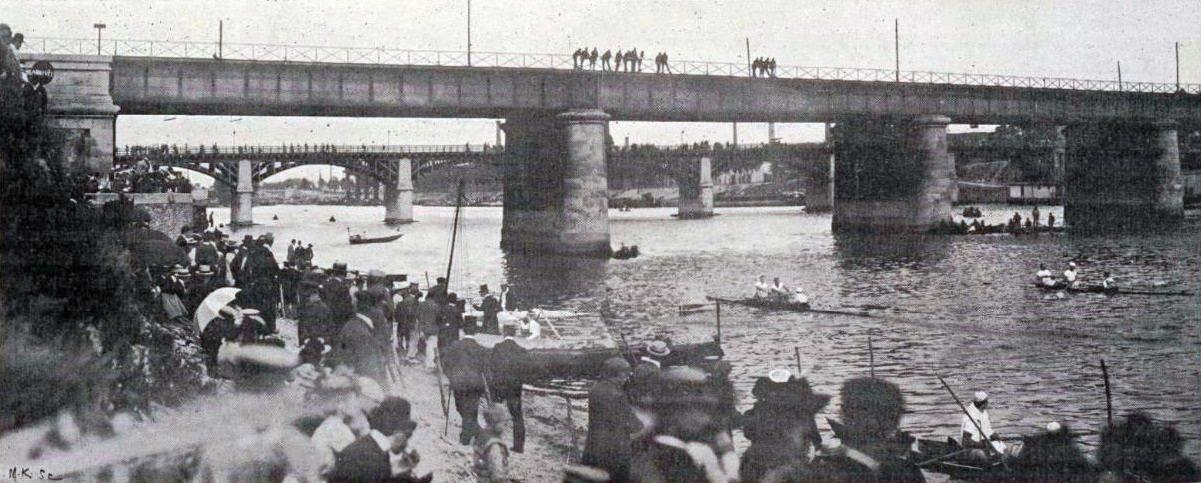
Imatge de la competició de rem als Jocs Olímpics.

Als Jocs Olímpics d'Estiu de 1900 es disputaren quatre proves de rem.
Fou la introducció d'aquest esport dins del programa olímpic. A l'edició de 1896 la competició de rem fou cancel·lada pels forts vents.

## Nacions participants
Un total de 108 remers de 8 països participaren en els Jocs de París:
| - Alemanya (21) - Bèlgica (11) - Espanya (5) | - Estats Units (9) - França (47) - Itàlia (1) | - Països Baixos (13) - Regne Unit (1) |

## Resum de medalles
| Prova                      | Or | Argent | Bronze |
| Scull individual detalls   | Hermann Barrelet | André Gaudin | George Saint Ashe |
| Dos amb timoner detalls    | Països Baixos · Minerva AmsterdamFrançois Brandt · Roelof Klein · Hermanus Brockmann · Timoner desconegut                                            | França · Société Nautique de la MarneLucien Martinet · René Waleff · Timoner desconegut | França · Rowing Club CastillonCarlos Deltour · Antoine Védrenne · Raoul Paoli |
| Quatre amb timoner detalls | França · Cercle de l'Aviron Roubaix Henri Bouckaert · Jean Cau · Emile Delchambre · Henri Hazebroucq · Charlot                                       | França · Club Nautique de Lyon Georges Lumpp · Charles Perrin · Daniel Soubeyran · Émile Wegelin · Timoner desconegut                                                                                                 | Alemanya · Favorite Hammonia Wilhelm Carstens · Julius Körner · Adolf Möller · Hugo Rüster · Gustav Moths · Max Ammermann                                                                             |
| Quatre amb timoner detalls | Alemanya · Germania Ruder Club, Hamburg Gustav Goßler · Oskar Goßler · Walter Katzenstein · Waldemar Tietgens · Carl Goßler                          | Països Baixos · Minerva Amsterdam Coenraad Hiebendaal · Geert Lotsij · Paul Lotsij · Johannes Terwogt · Hermanus Brockmann                                                                                            | Alemanya · Ludwigshafener Ruder Verein Ernst Felle · Otto Fickeisen · Carl Lehle · Hermann Wilker · Franz Kröwerath                                                                                   |
| Vuit amb timoner detalls   | Estats Units Vesper Boat Club William Carr Harry DeBaecke John Exley John Geiger Edwin Hedley James Juvenal Roscoe Lockwood Edward Marsh Louis Abell | Bèlgica · Royal Club Nautique de Gand Jules de Bisschop · Prospère Bruggeman · Oscar de Somville · Oscar de Cock · Maurice Hemelsoet · Marcel van Crombrugge · Frank Odberg · Maurice Verdonck · Alfred van Landeghem | Països Baixos · Minerva Amsterdam François Brandt · Johannes van Dijk · Roelof Klein · Ruurd Leegstra · Walter Middelberg · Hendrik Offerhaus · Walter Thijssen · Henricus Tromp · Hermanus Brockmann |

1. ↑  Brockmann fou el timoner de l'equip neerlandès a la semifinal, però no a la final on participà un francès desconegut, no obstant és llistat com a medalla d'or pel COI.
2. ↑  Degut a problemes sobre qui havia de disputar la final de 4 amb timoner es disputaren dues finals, essent ambdues considerades oficials pel Comitè Olímpic Internacional.
3. ↑  L'equip alemany canvià el timoner després de la semifinal. Gustav Moths participà només a la semifinal i Max Ammermann a la final. Tanmateix, la base de dades del COI atorga la medalla d'or només a Gustav Moths.

## Medaller
| Posició | País          | Or | Argent | Bronze | Total |
| 1       | França        | 2  | 3      | 1      | 6     |
| 2       | Països Baixos | 1  | 1      | 1      | 3     |
| 3       | Alemanya      | 1  | 0      | 2      | 3     |
| 4       | Estats Units  | 1  | 0      | 0      | 1     |
| 5       | Bèlgica       | 0  | 1      | 0      | 1     |
| 6       | Regne Unit    | 0  | 0      | 1      | 1     |